# المقاتل النهائي: فريق ليدل ضد فريق أورتيز
المقاتل النهائي: فريق ليدل ضد فريق أورتيز (بالإنجليزية: The Ultimate Fighter: Team Liddell vs. Team Ortiz)‏ هو الموسم الحادي عشر من المسلسل التلفزيوني الواقعي المقاتل النهائي الذي أنتجته يو إف سي وعُرض لأول مرة في 31 مارس 2010.

## نهائي المقاتل النهائي 8
المقاتل النهائي: نهائي فريق ليدل ضد فريق أورتيز (المعروف أيضًا باسم نهائي المقاتل النهائي 11) كان حدثًا للفنون القتالية المختلطة أُقيم من قِبل يو إف سي في 19 يونيو 2010.